# Aimable Gilles Troude
Pour les articles homonymes, voir Troude.
Aimable Gilles Troude, né le 1er juin 1762 à Cherbourg et mort le 1er février 1824 à Brest, est un marin français, contre-amiral en 1811, surnommé par Napoléon Ier, « L'Horace français ».

## Biographie

### Services dans les Marines: marchande, royale et républicaine
Il entre dans la Marine marchande en 1776. Il participe à la guerre d’Indépendance américaine dans les Antilles, dans l’escadre de l’amiral Guichen, puis participe au siège de Gibraltar. Avec la paix, il retourne dans la marine marchande. En 1793, il intègre officiellement la Marine d’État comme lieutenant de vaisseau et participe aux combats de Prairial à bord du vaisseau Eole. Capitaine de frégate en 1796, il sert sur le Tyrannicide dans l’escadre de Bruix. Il se distingue lors de la bataille d’Algésiras le 6 juillet 1801. Il est promu Capitaine de vaisseau en juillet 1801 après un combat difficile devant Gibraltar à bord du Formidable. Il commande le vaisseau Infatigable lors de l’expédition de Saint-Domingue en 1803, puis commande l’Armide en 1806, puis une division à Lorient en 1807.

#### Siège de Gibraltar
Après deux jours de combats devant Cadix (Espagne), le 14 juillet 1801, le Formidable commandé par Aimable Troude est retardé par une voilure endommagée. Quatre des navires de l'amiral Saumarez approchent mais il peut attaquer d'abord la frégate Thames, l'obligeant à battre en retraite. Il ralentit alors, laissant approcher le HMS Venerable, vaisseau de 74 canons, pendant que deux autres navires britanniques, le HMS Caesar et le HMS Superb, manœuvrent pour lui barrer la route de Cadix. Une fois le Venerable arrivé à portée, le Formidable ouvre un feu nourri qui désempare rapidement le vaisseau britannique. Les trois autres vaisseaux britanniques renoncent alors à la poursuite pour assister le Venerable, permettant au Formidable de rentrer dans le port de Cadix.

#### Sous l'Empire
Il commande le vaisseau Infatigable lors de l’expédition de Saint-Dominique en 1803. Il commande l’Armide en 1806, puis une division à Lorient en 1807. Il réussit à sortir de Lorient en février 1809 avec trois vaisseaux et cinq frégates à destination des Antilles (en). Il livre un combat au large des Saintes à une escadre anglaise et rentre à Cherbourg le 29 mai 1809 après avoir détruit sept navires ennemis. Il est élevé au rang de contre-amiral en mai 1811, et commande la flottille de Cherbourg jusqu'à la fin de l'Empire. C'est lui qui va chercher Louis XVIII en Angleterre le 15 avril 1814. Il quitte la Marine en janvier 1816. Il meurt à Brest le 1er février 1824.

### Famille
Amable-Gilles est le cadet de sa famille. Son père était un mercier originaire de Gatteville, auprès duquel il apprend la comptabilité.
Il se marie une première fois avec Marie-Françoise-Clotilde Vincent, en 1795. de cette union naquit Anne-François Troude (1786-1844), capitaine de vaisseau.
Amable-Gilles Troude se marie une seconde fois avec Marie-Josèphe Cordier, en 1798. De cette union naquirent trois enfants :
- Amable-Emmanuel Troude (1803-1885). Colonel lors de sa retraite.
- Onésime Joachim Troude (1807-1886) marié en 1854 avec Sophie Hamon (d'où postérité). Capitaine de frégate et historien militaire.
- Olympe-Victorine Troude (†1869)

## Distinctions et hommages

### Sépulture
Le contre-amiral est enterré au cimetière de Saint-Martin à Brest, aux côtés de son épouse Marie-Josèphe née Cordier.

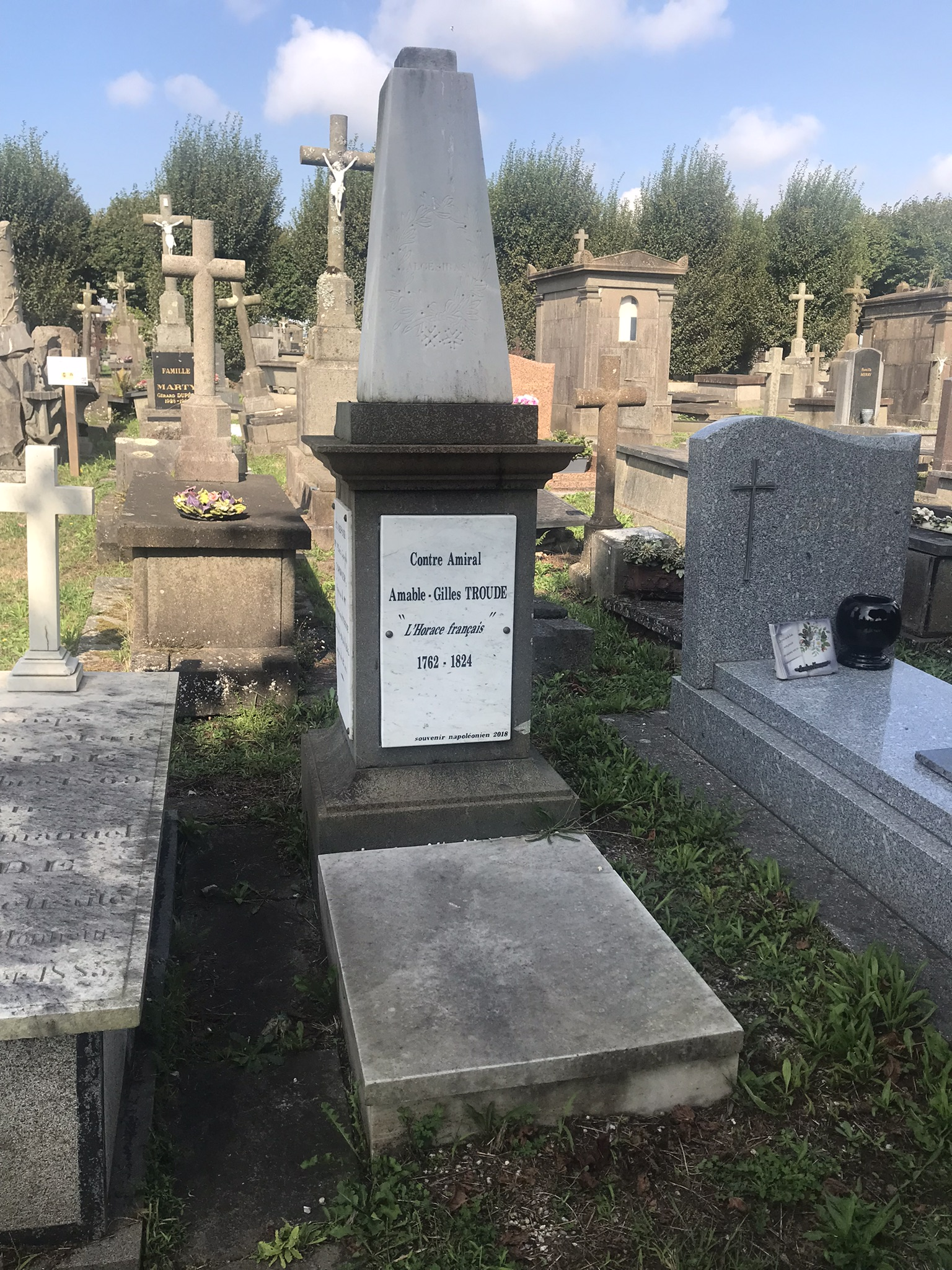
Vue d'ensemble de la tombe
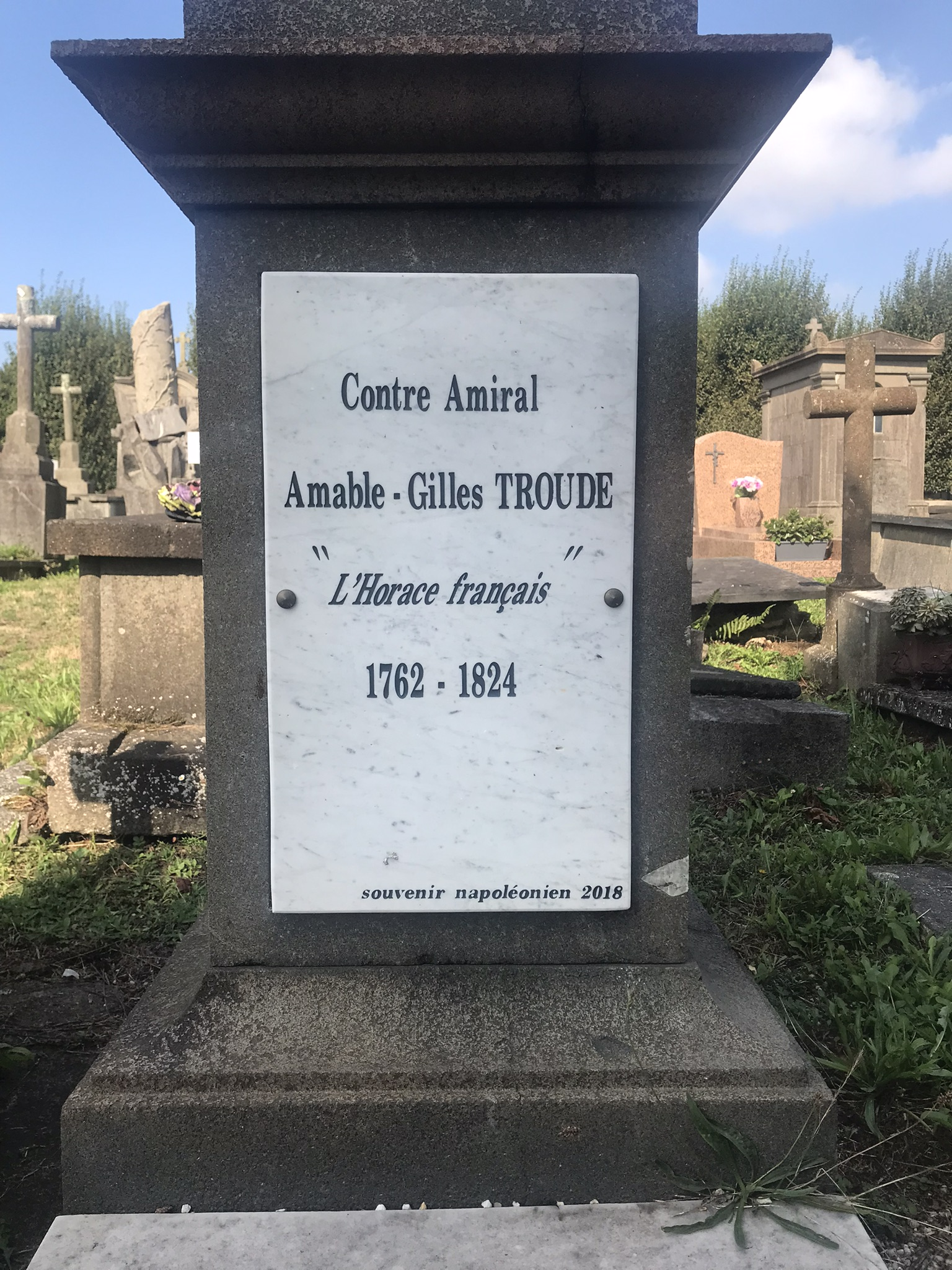
Plaque mortuaire du contre-amiral
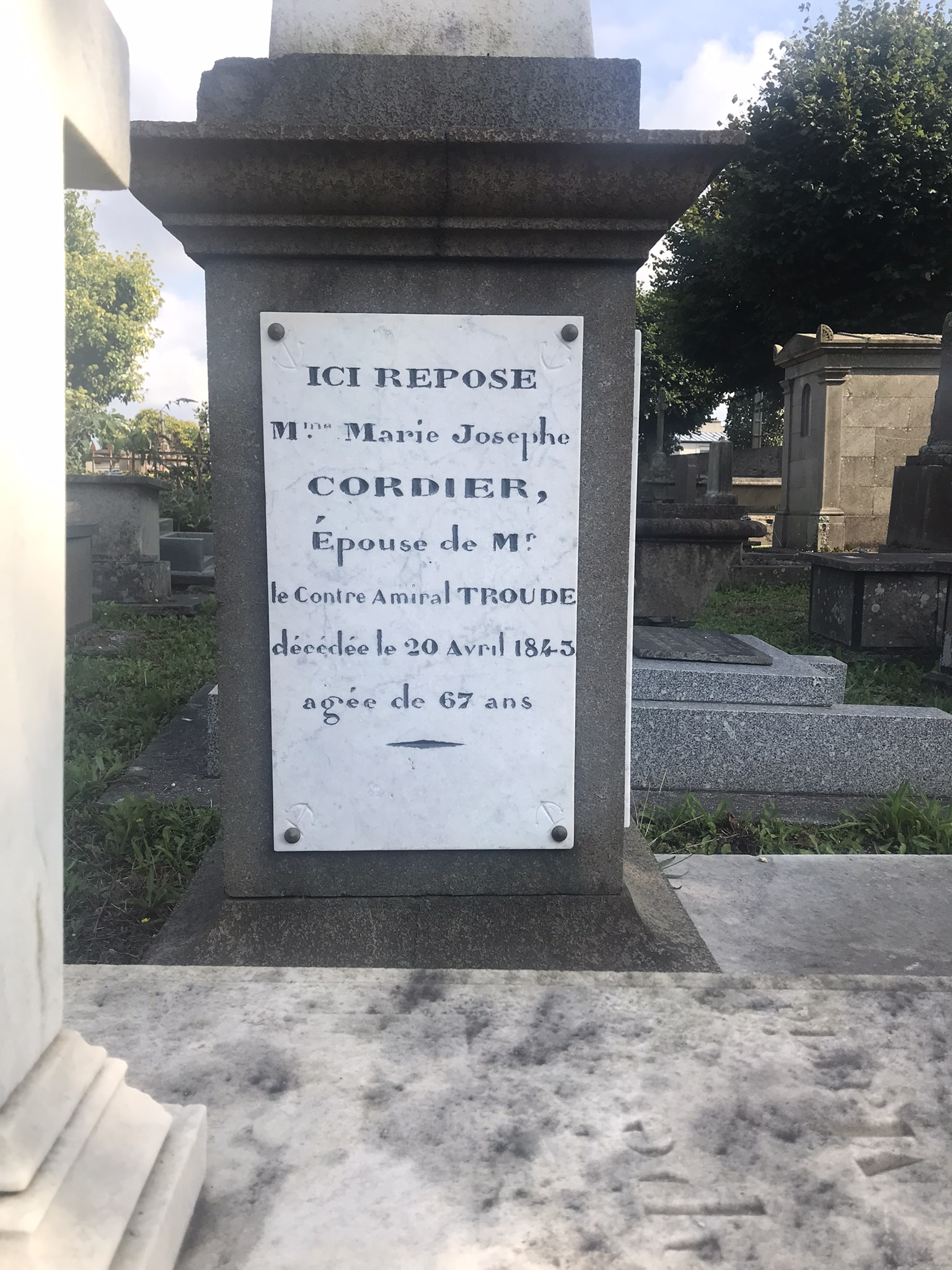
Plaque mortuaire mentionnant l'épouse d'Amable-Gilles Troude, Marie-Josèphe Cordier
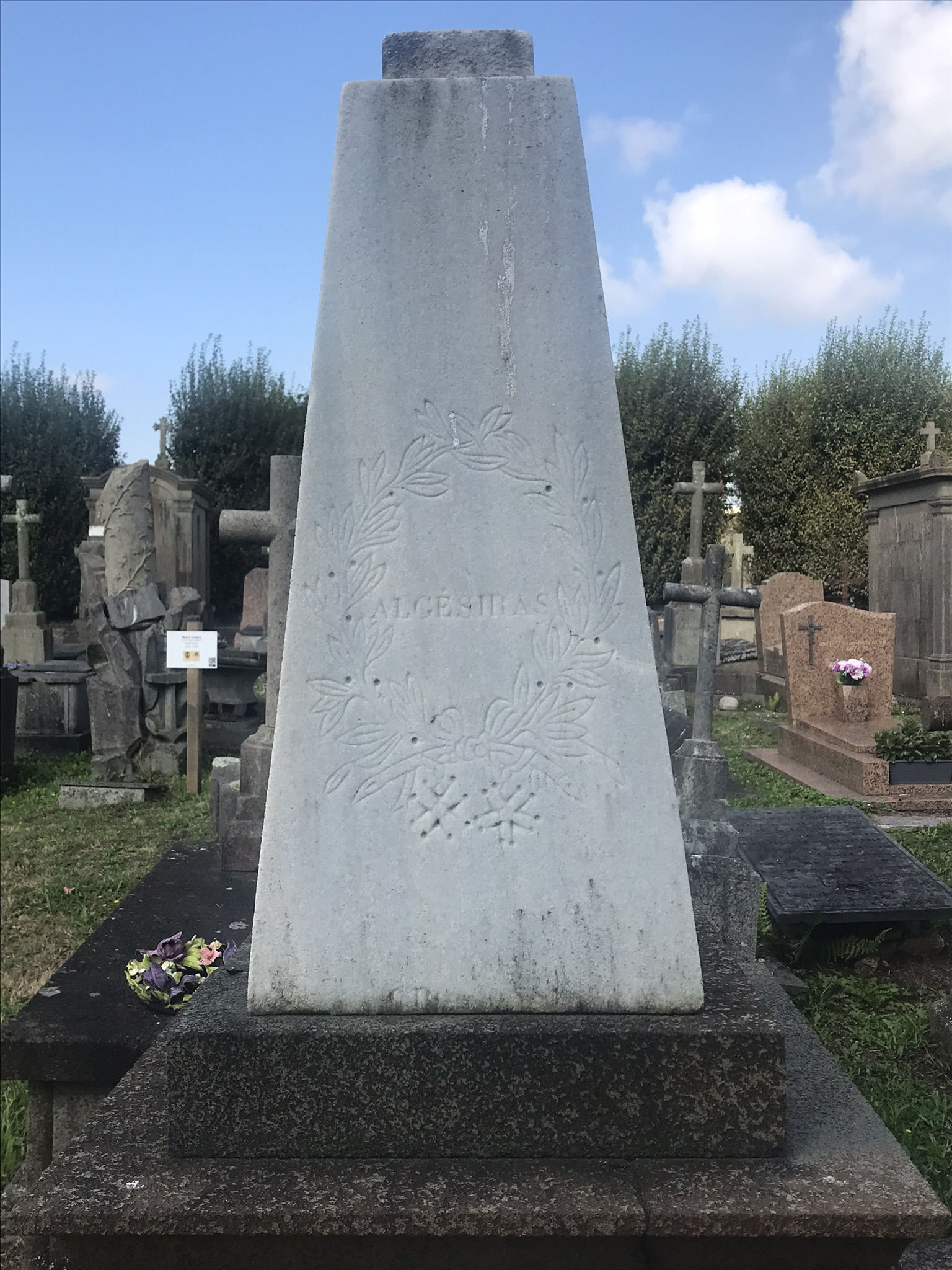
Face du monument mentionnant la bataille d'Algésiras
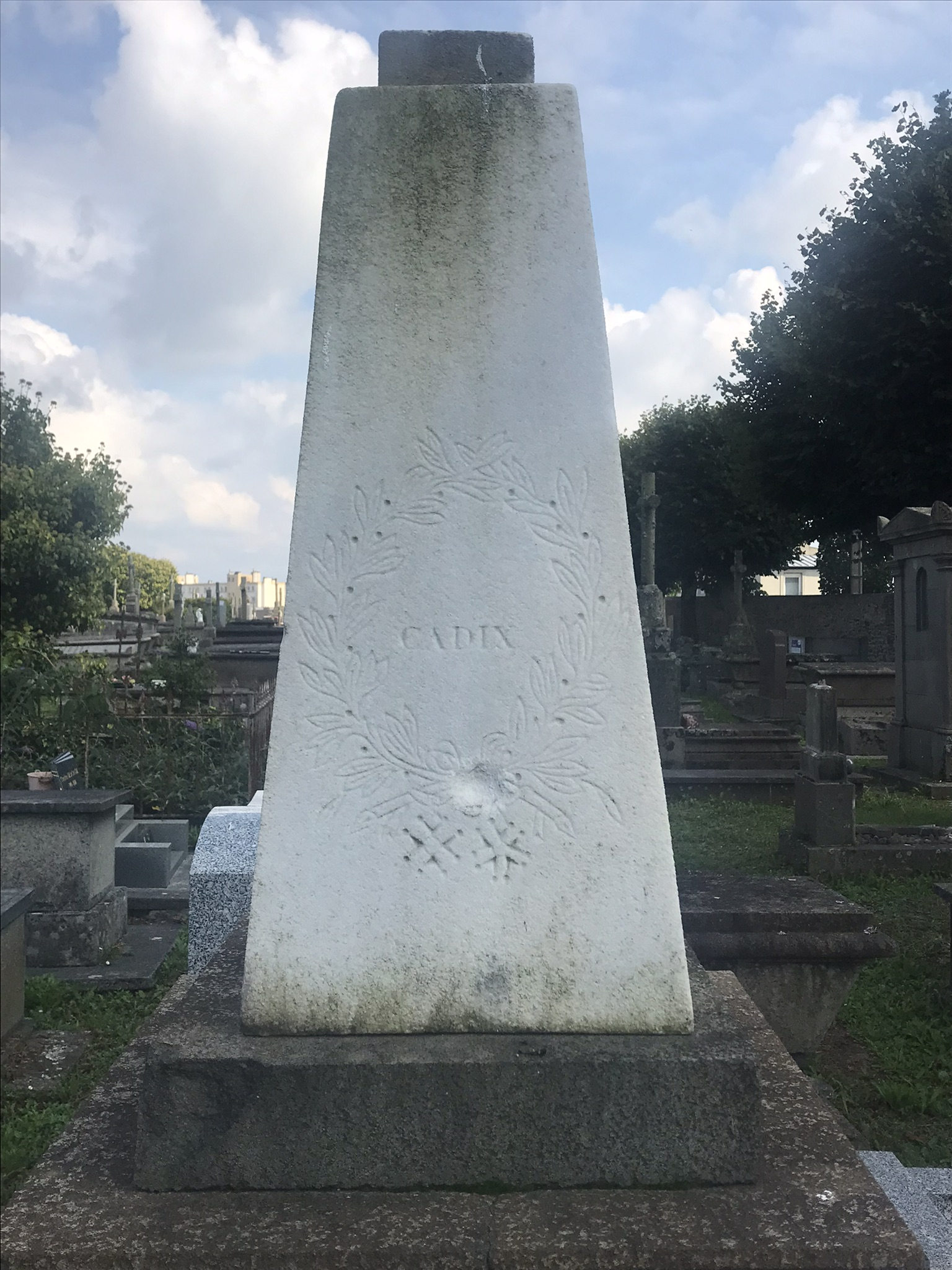
Face du monument mentionnant la bataille de Cadix
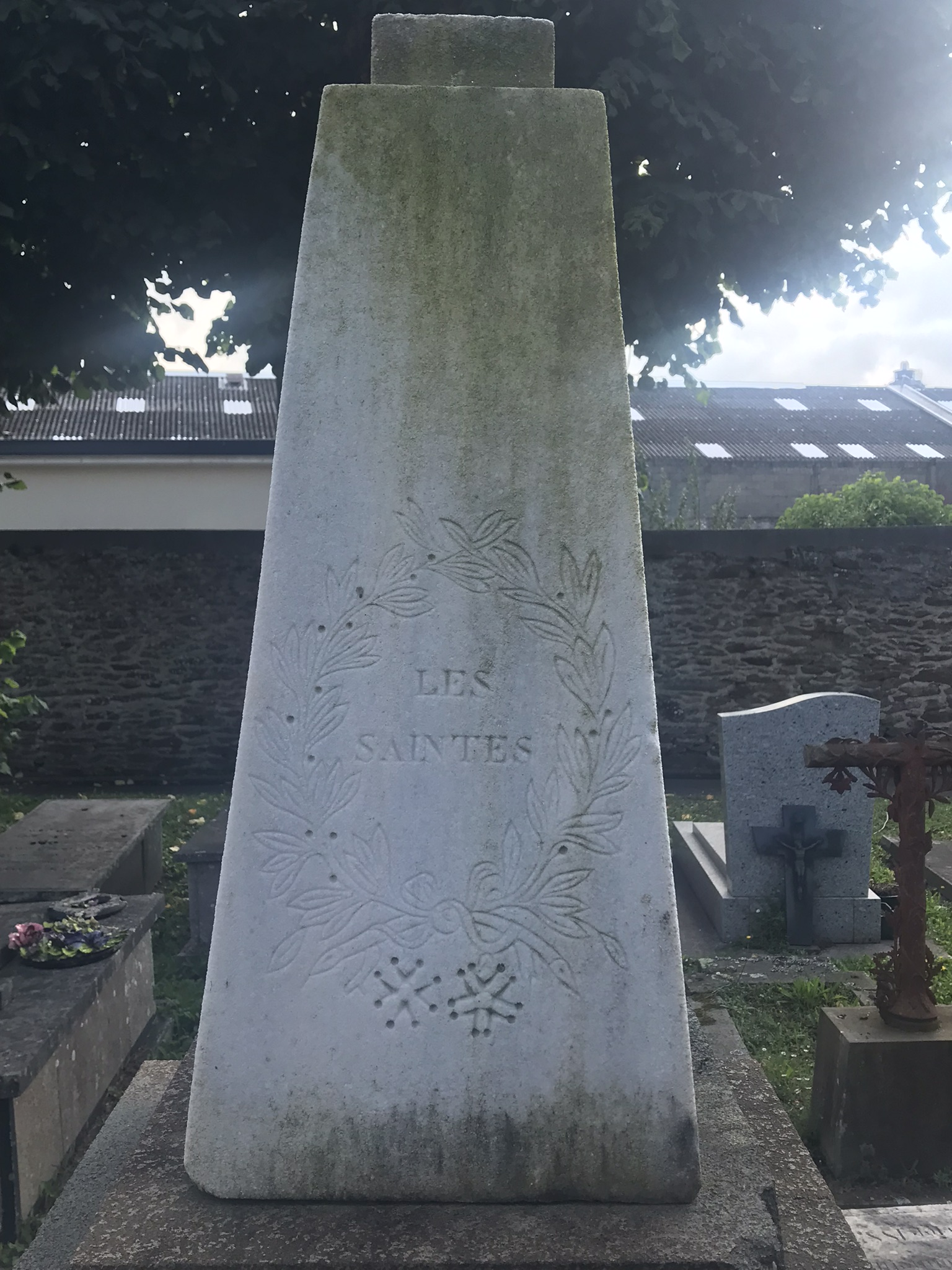
Face du monument mentionnant "Les Saintes"
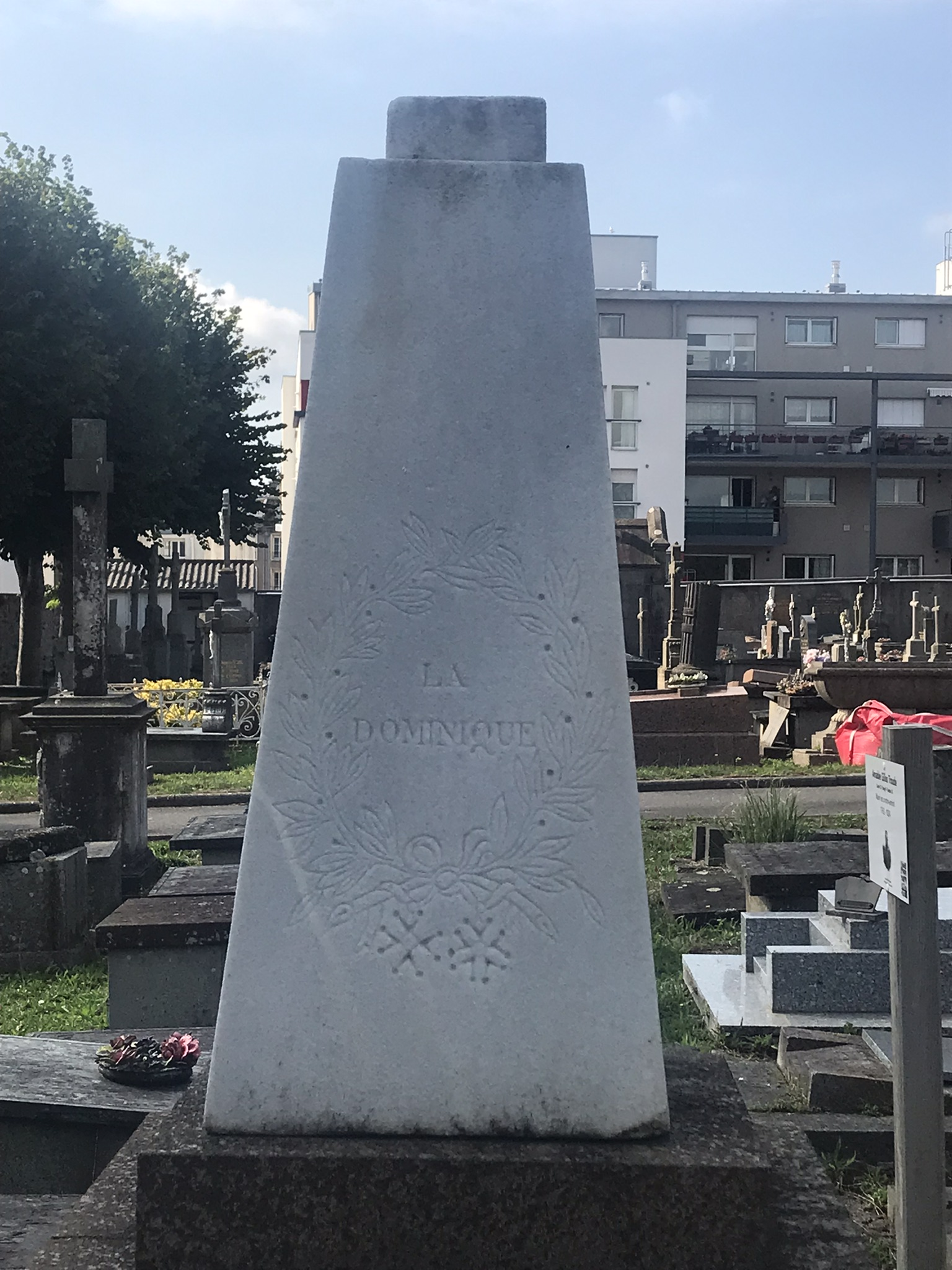
Face du monument mentionnant "la Dominique"

### Distinctions
- Officier de la Légion d'honneur, en 1804[3]
- Chevalier de Saint-Louis

### Hommage
- Nom inscrit sur l'Arc de Triomphe de l'Etoile
- Des rues portent son nom à Brest et à Guipavas.
- Un trois-mâts barque de 2 600 tonneaux, construit en 1897 par les chantiers Laporte à Grand-Quevilly (Seine-Maritime), porte son nom. Il sera coulé par un sous-marin allemand le 3 septembre 1917 dans le golfe de Gascogne. Le nom est repris ensuite par un cargo des Chargeurs réunis de 5 589 tonnes, construit en 1903 à Saint-Nazaire (Loire-Atlantique). Il est démoli en 1929 à Gênes (Italie).

## Dans la culture populaire
- Dans sa chanson Satanicles, Michel Tonnerre affirme que l'âme du capitaine Troude est condamnée à errer pour l'éternité sous la forme d'un oiseau de mer pour expier les mauvais traitements infligés à son équipage.